# Avesnes-le-Sec
Avesnes-le-Sec är en kommun i departementet Nord i regionen Hauts-de-France i norra Frankrike. Kommunen ligger i kantonen Bouchain som tillhör arrondissementet Valenciennes. År 2022 hade Avesnes-le-Sec 1 453 invånare.

## Befolkningsutveckling
Antalet invånare i kommunen Avesnes-le-Sec
| Referens: INSEE |